# Luigi Morgari
Luigi Morgari (Turín, 1 de enero de 1857 - Turín, 1 de enero de 1935) fue un pintor italiano, conocido por su habilidad para retratar temas religiosos.

## Biografía
Nació en una familia de artistas, fue hijo del pintor turinés Paolo Emilio Morgari y de la pintora Clementina Lomazzi (Guastalla 1819 - Turín 1897).
Sus primeros estudios fueron con su padre Paolo Emilio, luego fue alumno de Enrico Gamba y Andrea Gastaldi en la Academia Albertina. Colaboró durante mucho tiempo con su padre Paolo Emilio y su tío Rodolfo en las "artes decorativas", actividad característica de la familia Morgari. Se dedicó a composiciones de temas profanos y religiosos; también era un realista preciso y un buen colorista. Se hizo un nombre en las exposiciones de Turín, Milán, Florencia y Roma.
Fue sobre todo un pintor de frescos y dejó numerosas pinturas en los santuarios de Bussana y Rho, en la Catedral de Alessandria, en la iglesia de San Gioacchino en Turín, en la iglesia de San Michele Arcangelo en la localidad de Olevano di Lomellina (Pavia), en los palacios de la familia Quartana en la ciudad de Génova, en San Luca d'Albaro y en la iglesia de San Siro en la localidad de Lomazzo, posteriormente también reproducida en la localidad de Tirano. En 1919, pintó al fresco la Iglesia parroquial de la Santísima Trinidad y San Basiano en el pueblo de Gradella, comuna de Pandino (Diócesis de Lodi, Provincia de Cremona) con un ciclo dedicado a San Basiano, primer obispo de la Diócesis de Lodi. También destacan las tablas de santos y evangelistas y las dos capillas laterales, una dedicada a Santa Orosia y otra a Nuestra Señora del Rosario. 

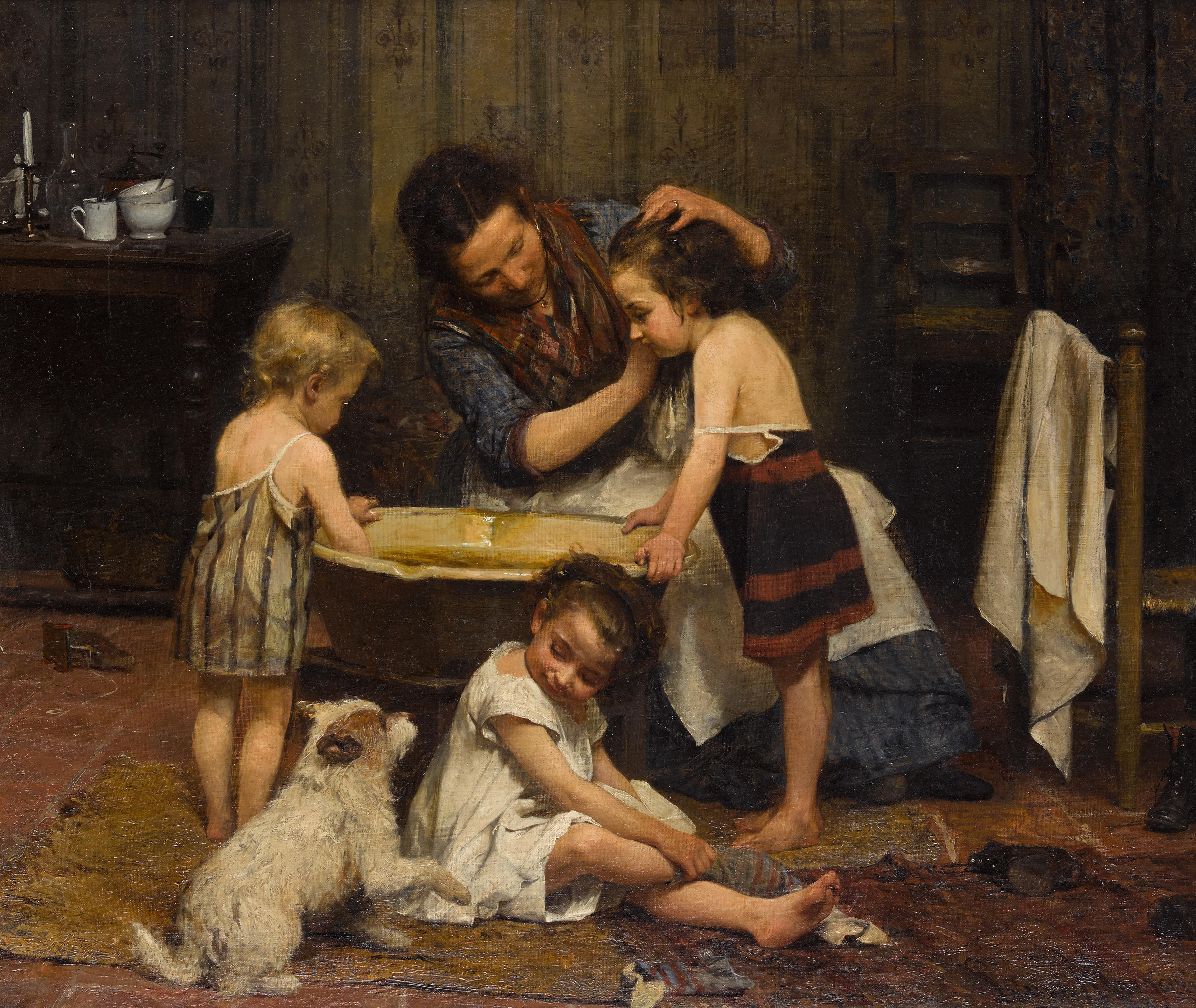
Hora del baño de Luigi Morgari, óleo sobre lienzo.

En el período 1922-23 pintó al fresco en la iglesia parroquial de Cortazzone con un San Segundo a caballo y San Siro bendiciendo al pueblo en la bóveda. En la misma época también pintó unos frescos en la iglesia parroquial de San Esteban en la localidad de Nerviano. De todas sus intervenciones destacan los frescos de la Basílica de San Nicolás en la ciudad de Lecco, realizados entre 1925 y 1928. Entre los lienzos, recordamos el de San Giuseppe Cottolengo en la iglesia de San Andrés en la ciudad de Bra.
Su hermana, Beatrice Morgari (1858-1936), también fue una destacada pintora.